# Al Marj
Al Marj este un oraș în Libia. Între 1942 și 1943, orașul a fost capitală a Cirenaica.